# Yoda
Yoda är en rollfigur i Stjärnornas krig-filmerna.
Yoda är en grönpälsad, småväxt figur (66cm) av okänd art, med stora ögon och långa utstående öron. Han besitter stor vishet och skildras som en av de mäktigaste av alla jediriddare, i stor besittning av Kraften. Yoda är ledare för jediordens högsta råd och har utbildat flera av seriens jediriddare, inklusive Obi-Wan Kenobi och Luke Skywalker.
Karaktären syntes första gången i filmen Rymdimperiet slår tillbaka (1980), då som en filmad docka manövrerad av Frank Oz, som också gjort Yodas röst i samtliga episod-filmer. I senare filmer (från 2002) är Yoda istället datoranimerad.
Yodas repliker har en karaktäristisk omvänd ordföljd, så kallad anastrof, där objektet sätts först, som till exempel i Det mörka hotet (1999): "Agree with you, the council does. Your apprentice, Skywalker will be".
Karaktären Grogu kallas ibland "Baby Yoda" i populärkulturen. De är inte av samma karaktär, dock är de av samma art.

## Biografi
Yoda härstammar från en okänd, avlägsen planet. Yoda föddes långt innan filmserierna utspelar sig, och växte upp under den Galaktiska republiken. Han tränades till jedi i ung ålder av Jedimästaren N'Kata Del Gormo, och blev vid 100 års ålder själv jedimästare och började träna andra.
I prequel-filmerna (episod I-III) är Yoda Jedirådets stormästare och ses träna upp unga jediriddare. Vid klonkrigen är han general i Republikens armé i kampen mot sith och kansler Palpatine. Han strider bland annat mot Greve Dooku i Episod II och Darth Sidious (Palpatine) i Episod III. I dessa dueller använder Yoda en grön ljussabel. När Palpatine genom order 66 utplånar nästan hela jediorden väljer Yoda att gå i exil på planeten Dagobah ("Into exile, I must go. Failed, I Have"). Platsens mörka energi omöjliggör för Darth Vader och Palpatine att där känna av Yodas närvaro.
I Originaltrilogin (episod IV-VI) bor Yoda ensam på Dagobah och presenteras först som Obi-Wan Kenobis tidigare mentor. Han tränar upp Luke Skywalker till jediriddare fram till sin död, då 900 år gammal. Vid sin död hade Yoda bemästrat Kraften så pass att han, likt Qui-Gon och Obi-Wan Kenobi, uppnådde en slags odödlighet där medvetandet lever kvar.
I uppföljartrilogin är Yoda också medverkande, då i form av hans röst eller ett slags spöke. I Episod VII (2015) hör man Yodas röst i Reys Kraftvision, spelad av Frank Oz. I Episod VIII (2017) träffar Luke Skywalker Yoda som ett "kraft-spöke" och pratar till honom.

## Porträttering
Yoda designades främst av den brittiska kostymören Stuart Freeborn, som utgick från sitt eget samt Albert Einsteins utseende till Yodas ansiktsdrag.
I originaltrilogin spelades Yoda av en animatronisk handdocka, tillverkad av Stuart Freeborn och styrd av Frank Oz (som också gjorde Yodas röst). Dockan hade elektroniskt styrda ansikts- och öron-rörelser, via kablar kopplade till bland annat ögonlock, kinder och tunga, vilket var banbrytande i en tid dominerad av handdockor som endast kunde öppna munnen (såsom Mupparna). Sammanlagt fyra personer krävdes för att manövrera dockan (förutom Oz, Mike Quinn, Kathryn Mullen, David Barclay). Dockan begränsade dock Yodas rörelsemönster, och scener där Yoda ses gå spelades av Deep Roy, filmat på avstånd. Även en radiostyrd docka användes vid vissa tillfällen, då handdockan inte var tillämpbar (till exempel när Yoda rider på Lukes rygg). I Episod VI användes samma teknik, men en annan docka (en uppsnyggad prototyp till Episod V-dockan).
För Episod I (1999) tillverkades en ny docka, med yngre utseende. Den hade dock inget större framträdande, och blandades även med en animerad Yoda. Dockan styrdes av Frank Oz, Don Austen, David Greenaway och Kathy Smee och spelas av Warwick Davis i kostym i scener där Yoda ses gående.[källa behövs] Det dröjde ända till Episod II (2002) innan biopubliken fick se Yoda röra sig mer fritt. Från och med denna film gestaltas Yoda som en datoranimerad figur. I de senare Stjärnornas krig-filmerna deltar karaktären därför mer aktivt i till exempel stridsscener.
Då ursprungsdockorna tidigt föll sönder tillverkades en ny handdocka 2015, tillverkad och styrd på samma sätt som Suart Freeborns docka. Den används som underhållning på t ex event och i skolor och visades först upp på Star wars celebration i London 2016.